# ビランジ
ビランジ（学名  Silene keiskei var. minor）はナデシコ科マンテマ属の草本植物。

## 生態・特徴
本州の山地の日当たりのよい岩場に生える多年草である。高さは10～30cm程で、若い茎や若い葉の色は暗赤色である。夏に赤紫～ピンク色の直径2cm程度の花をつける。

## 変種
ビランジは基変種オオビランジ  Silene keiskei の変種の一つである。別変種にはタカネビランジ S. k. var akaisialpinum がある。またオオビランジの品種としてツルビランジがある。
これらの変種、品種はビランジと同じく山岳地帯の岩場に分布するが、より高い所に分布することが多い。

## 関連画像

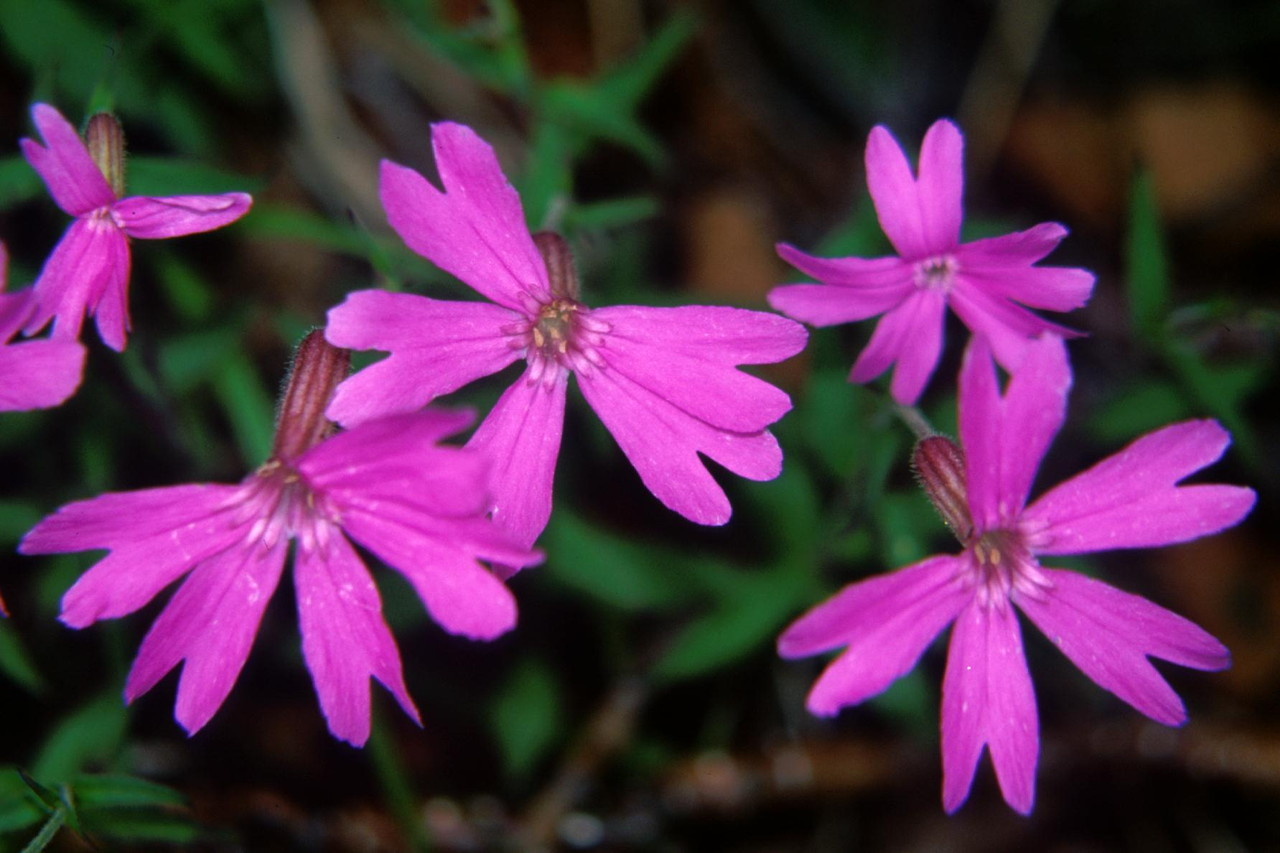
タカネビランジ 駒津峰(南アルプス)
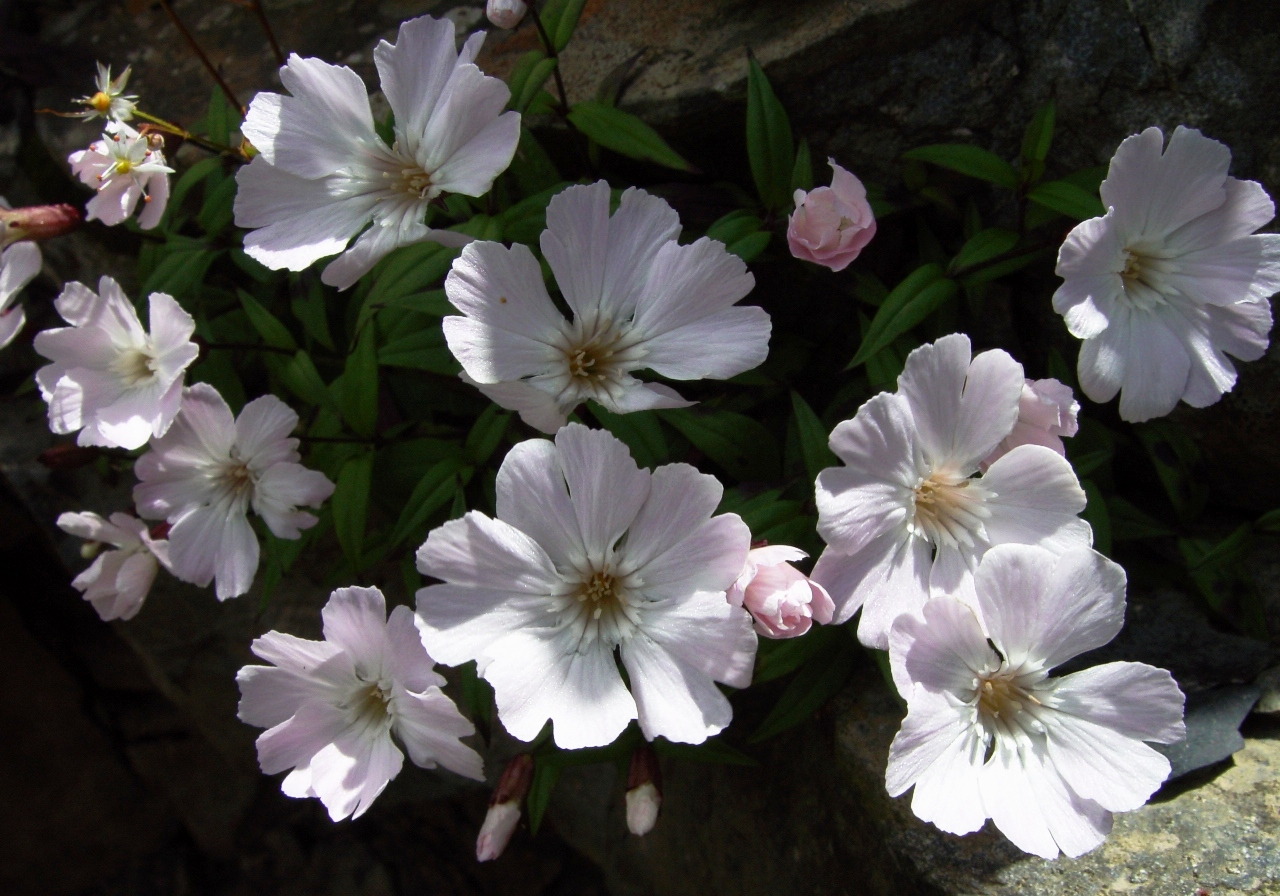
シロバナタカネビランジ 小聖岳(南アルプス)